# Henley-Shirt
Ein klassisches Henley-Shirt ist ein langärmliges T-Shirt mit Rundhals-Ausschnitt. Es verfügt über eine Knopfleiste von etwa 8 bis 13 cm Länge und normalerweise zwei oder drei Knöpfe.

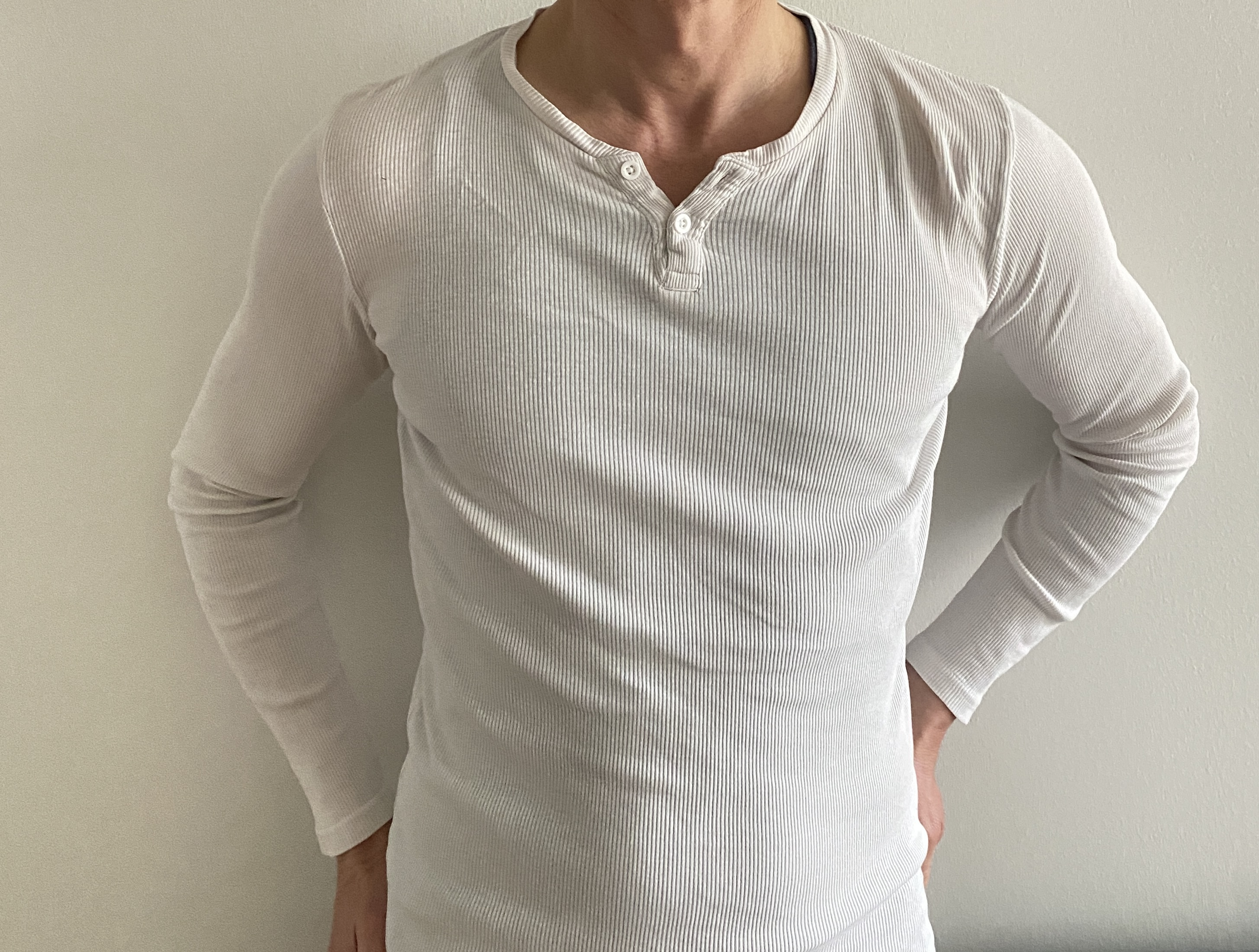
Klassisches Henley-Shirt

Es kann aus beliebigen Stoffen hergestellt werden, wobei Baumwolle, und Baumwoll-Mischungen bei weitem am beliebtesten sind. Henley Shirts stammen aus dem Rudersport und werden im Allgemeinen von Herren getragen. Es gibt aber auch Damenversionen als Business-Casual- und Casual-Wear.
Henley Shirts tragen ihren Namen, weil es sich um die traditionelle Kleidung der Ruderer der englischen Stadt Henley-on-Thames handelt. Dieser Ort ist eine Hochburg des Rudersports und die erste Henley Royal Regatta fand bereits 1839 statt.